# حسن قبيسي

## المنشأ
ولد حسن قبيسي في بيروت في العام 1941 حيث كان والده المهاجر من بلدة زبدين في جنوب لبنان إلى العاصمة اللبنانية، قد التحق بسلك الجندرمة عندما كان لبنان ما يزال تحت الانتداب الفرنسي.

## الدراسة
في سنوات تعليمه الابتدائي درس العربية والقرآن في مدرسة الشيخ علي حوماني في المصيطبة ثم بعد الطلاق الذي حصل بين والديه وضعه والده في معهد دير مشموشة الرهباني الذي كان يديره الأب نعمة الله وعدد من القساوسة والرهبان فحصّل في اللغة الفرنسية تعليماً متيناً أتاح له فيما بعد أن يطّلع بسهولة من قراءاته باللغة الفرنسية على النتاج الفكري والفلسفي الغربيين، فقرأ على نحو خاص جان بول سارتر وكارل ماركس وكلود ليفي ستروس وكان لفكر كل من هؤلاء المفكرين الثلاثة تأثير بالغ عليه في مرحلة من مراحل حياته.
من مدرسة مرجعيون الرسمية التي كان يديرها أنيس الراعي حصل على شهادة الدروس الابتدائية العالية (1958) وكان فيها من أساتذته البارزين بشارة قرداحي وميشال أبو راشد. وفي العام 1961 تخرّج من دار المعلمين والمعلمات في بيروت وكان من أساتذته البارزين الشاعر سعيد عقل والأديب عمر فروخ. مارس التعليم في المدارس الرسمية في أنحاء مختلفة في جنوب لبنان ثم في العاصمة بيروت. وحصل من الجامعة اللبنانية في العام 1965 على إجازة (ليسانس) في الفلسفة ليدرّس هذه المادة في عدد من الثانويات الرسمية في بيروت ثم في دار المعلمين.
في العام 1980 نال شهادة الدكتوراه من جامعة القديس يوسف (سان جوزيف) في بيروت حيث أشرف على أطروحته الأب فريد جبر والدكتور خليل الجر. وكان موضوعها مؤلفاً من جزئين: ترجمة كتاب «محمد» لمكسيم رودنسون إلى العربية، ومناقشة نقدية للمنهج الماركسي (المادية التاريخية) الذي اتبعه رودنسون في تتبع سيرة الرسول. وقد صدرت هذه المناقشة فيما بعد في كتاب مستقل بعنوان «رودنسون ونبي الإسلام» عن «دار المنشورات الجامعية» فكان لها وقع بالغ في الساحة الفكرية والثقافية اللبنانية والعربية. أما ترجمة كتاب «محمد» فلم تُنشر لتهيّب أصحاب دور النشر من تبعات نشرها في وقت كانت فيه الحرب اللبنانية قد بلغت أوجها وظهرت الأحزاب الأصولية.

## الإنجازات
درّس حسن قبيسي الفلسفة في الجامعة اللبنانية وترجم إلى العربية في الفلسفة والانتروبولوجيا عدداً من الكتب ينيف على عشرين كتاباً (ميرتشا إلياده، كلود ليفي ستروس، جان بول سارتر، جون لوك، وغيرهم..) وعدداً كبيراً من الدراسات نشرت في صحف ومجلات لبنانية وعربية ولاسيما في مجلة «الفكر العربي» التي تولى رئاسة تحريرها لمدة سنتين حيث نشر عدداً من الدراسات الفلسفية والانتروبولوجية الأساسية.

## الحياة السياسية
في العام 1968 أسس حسن قبيسي الذي كان متأثراً بوجودية جان بول سارتر أكثر من تأثره بشيوعية كارل ماركس (لاسيما مع اندلاع أحداث أيار/مايو 68 في فرنسا ثم في أنحاء أخرى من أوروبا) مع عدد من رفاقه المثقفين (وضاح شرارة، فواز طرابلسي، أحمد بيضون، الخ..) تنظيماً ماركسياً على يسار الأحزاب اليسارية اللبنانية، مارس نقداً جذرياً للأوضاع السياسية اللبنانية أدى إلى شق الحزب الشيوعي اللبناني مراراً وإلى اندماج «منظمة العمل الاشتراكي» (محسن إبراهيم) مع تنظيم «لبنان الاشتراكي» فأسفر هذا الاندماج عن ولادة «منظمة العمل الشيوعي». لكن حسن قبيسي وقبيل انفجار الحرب اللبنانية انسحب من المنظمة احتجاجاً على انزلاقها إلى مواقف سياسية وعسكرية تندرج في سياق مواقف الميليشيات الطائفية.
انقطع حسن قبيسي عن العمل السياسي وانصرف إلى قراءاته الفلسفية فعمّق معرفته في البنيوية والمنهج البنيوي فترجم كتاب «الإناسة البنيوية» (Anthropologie Structurale) لكلود ليفي ستروس، بجزأيه علاوةً على كتب أخرى في الميدان نفسه ككتاب إيفانز بريتشارد «الإناسة المجتمعية وديانة البدائيين في نظريات الأناسين».. لكنه لم ينقطع عن ممارسة نقد المجتمع اللبناني من غير أن ينزلق إلى لعبة المهاترات النقدية السياسية الرخيصة في الإذاعات والتلفزيونات، فنشر بعض المقالات في صحف لبنانية وعربية («القراءة ومجتمع الفرجة»..الخ) وانقطع إلى إعداد كتاب في الأمراض العقلية والنفسية لدى الساسة والمسؤولين اللبنانيين بعنوان «كشف الغمة عن أحوال الأمة» فأنجز الجزء الأول منه الذي بقي مخطوطاً في مكتبته بانتظار إنجاز الجزء الثاني الذي لا يُعرَف ماذا حلّ به، فقد انطفأ حسن قبيسي ـ وكان قد فرغ لتوّه من ترجمة كتاب جون لوك «رسالة في التسامح» ـ حين فاجأه الموت في الخامس من شهر تموز/يوليو 2006 وآلت مكتبته وكتاباته ومخطوطاته إلى ولده الوحيد.

## كتب موضوعة
- رودنسون ونبي الإسلام الناشر: المؤسسة الجامعية للدراسات والنشر
- المتن والهامش الناشر: المركز الثقافي العربي، 1997

## كتب مترجمة
- التكوين التاريخي للبنان السياسي والدستوري المؤلف: ادمون رباط الناشر: منشورات الجامعة اللبنانية، 2002
- مدخل إلى الاثنولوجيا المؤلف: جاك لومبارد الناشر: المركز الثقافي العربي، 1997
- أخوات الظلّ واليقين المؤلف: دلال البزري الناشر: دار النهار، 1996
- اللغة المنسية (مدخل إلى فهم الأحلام والحكايات والأساطير) المؤلف: أريك فروم الناشر: المركز الثقافي العربي، 1995، الطبعة رقم 2
- الإناسة البنيانية المؤلف: كلود ليفي ستروس الناشر: المركز الثقافي العربي، 1995
- الإناسة المجتمعية وديانة البدائيين في نظريات الأناسين المؤلف: أ. إيفنز بريتشارد الناشر: دار الحداثة للطباعة والنشر والتوزيع
- تاريخ الفلسفة الإسلامية المؤلف: هنري كوربان المترجم: حسن قبيسي، نصير مروة الناشر: عويدات للطباعة والنشر.

## مقالات عن حسن قبيسي
- مقالة تركي الربيعو: «حسن قبيسي مفكر مشاغب» أ
- قاسم عز الدين:
- محمد علي فرحات:
- عباس بيضون: